# Brod (Foča)
Brod är en ort i Bosnien och Hercegovina. Den ligger i entiteten Republika Srpska, i den sydöstra delen av landet, 50 km sydost om huvudstaden Sarajevo. Brod ligger 416 meter över havet och antalet invånare är 403.
Terrängen runt Brod är kuperad åt nordväst, men åt sydost är den bergig. Brod ligger nere i en dal.Närmaste större samhälle är Foča, 3,1 km nordost om Brod.
I omgivningarna runt Brod växer i huvudsak lövfällande lövskog. Runt Brod är det ganska tätbefolkat, med 67 invånare per kvadratkilometer.